# Espacio BK
En análisis funcional y áreas relacionadas de las matemáticas, un espacio BK (también escrito en ocasiones BK-espacio) o espacio de coordenadas de Banach es un espacio de sucesiones dotado de una norma adecuada para convertirlo en un espacio de Banach. Todos los espacios BK son espacios FK normales.

## Ejemplos
El espacio de sucesiones convergentes {\displaystyle c,} el espacio de sucesiones desvanecientes {\displaystyle c_{0},} y el espacio de sucesiones acotadas {\displaystyle \ell ^{\infty }} bajo la norma del supremo {\displaystyle \|\cdot \|_{\infty }}
El espacio de espacios Lp {\displaystyle \ell ^{p}} con {\displaystyle p\geq 1} y la norma {\displaystyle \|\cdot \|_{p}}